# 1967 Menzel
1967 Menzel је астероид главног астероидног појаса чија средња удаљеност од Сунца износи 2,233 астрономских јединица (АЈ).
Апсолутна магнитуда астероида је 12,3.